# Phimophis
Phimophis is een geslacht van slangen uit de familie toornslangachtigen (Colubridae) en de onderfamilie Dipsadinae.

## Naam en indeling
Er zijn drie verschillende soorten, de wetenschappelijke naam van de groep werd voor het eerst voorgesteld door Edward Drinker Cope in 1860.
De slangen werden eerder aan andere geslachten toegekend, zoals Rhinostoma en Oxyrhopus. De soorten uit het geslacht Rodriguesophis werden tot 2012 ook tot het geslacht Phimophis gerekend.

### Soorten
Het geslacht omvat de volgende soorten, met de auteur en het verspreidingsgebied.
| Naam                 | Auteur                          | Verspreidingsgebied                                                   |
| -------------------- | ------------------------------- | --------------------------------------------------------------------- |
| Phimophis guerini    | Duméril, Bibron & Duméril, 1854 | Brazilië, Argentinië, Paraguay                                        |
| Phimophis guianensis | Troschel, 1848                  | Panama, Colombia, Venezuela, Guyana, Suriname, Frans-Guyana, Brazilië |
| Phimophis vittatus   | Boulenger, 1896                 | Argentinië, Bolivia, Paraguay                                         |

## Verspreiding en habitat
De soorten komen voor in delen van Zuid-Amerika en leven in de landen Panama, Colombia, Venezuela, Guyana, Suriname, Frans-Guyana, Brazilië, Bolivia, Paraguay en Argentinië. De habitat bestaat uit vochtige savannen, tropische en subtropische droge bossen, scrublands en graslanden.

## Beschermingsstatus
Door de internationale natuurbeschermingsorganisatie IUCN is aan alle soorten een beschermingsstatus toegewezen. De slangen worden beschouwd als 'veilig' (Least Concern of LC).